# Comunidad judía de Mallorca
La comunidad judía de Mallorca se remonta a los tiempos romanos. Se han descubierto vestigios que se remontan al siglo V y, probablemente, aumentó bajo el dominio árabe, ya que su rastro vuelve a aparecer en el año 1114, en las crónicas de la razzia pisano-catalana, y después de 1229, tras la conquista de la isla por parte de Jaime I de Aragón, que informan de la existencia de un barrio judío junto al Palacio Real de la Almudaina, comunidad que posteriormente fue denominada chueta.

## Historia
Con la conquesta aragonesa, que contó con participación repobladora de judíos del resto de España, llegaron a la isla nuevos contingentes que se instalaron en el barrio judío, el cual fue respetado los primeros tiempos pero que, a mediados del siglo XIII, fue cedido a los dominicos para que edificaran su convento. A cambio, se le iba a ceder un espacio a los judíos desposeídos en el actual barri de la Calatrava, el cual recibió el nombre de Call Major (Judería Mayor, en castellano). Aparte de Palma de Mallorca, en el siglo XIII constan comunidades judías en Inca, Felanich, Sinéu, Alcudia, Sóller y Pollensa.
Los judíos mallorquines estaban organizados mediante una aljama. Se regían con leyes y tributos propios y estaban sometidos únicamente a la autoridad real. Con altos y bajos constantes, producto de las exacciones tributarias[cita requerida] y las tensiones religiosas, la comunidad judía de Mallorca gozó durante unos años de gran esplendor en el siglo XIV, en el que llegó a contar con cerca de tres mil personas (aproximadamente el 15 % de la población de la ciudad). Amurallaron su barrio, edificaron sinagogas y articularon un sistema institucional propio en torno a los secretarios de la Aljama y su Consejo. Así se creó el barrio judío de Inca.

Detalle del Atlas Catalán de Cresques Abraham, judío mallorquín. La escuela cartográfica judía mallorquina fue una de las más importantes de la época, siendo esta obra, guardada en la Bibliothèque National de París, la pieza considerada como el punto más alto del conocimiento cartográfico medieval.

Algunos judíos mallorquines o residentes de la isla destacaron singularmente en diferentes esferas del conocimiento. Los rabinos Aaron Ha-Cohan, natural de Narbona y refugiado en Mallorca, que fue autor de Orhot Hayyim; Vidal Efraim, quien también fue astrólogo; Xim’on ben-Cemah Duran, autor de importantes libros de literatura rabínica y poesía y que trató especialmente el problema de los anussim o conversos. Los médicos Judà Mosconi, Lleó Grec, Aaró Abdal-Hagg, Cresques Helias, Jonatas March y Mose Ben Ishaq Remós, más importante en su faceta de poeta o el astrónomo Isaac Nafuci. 
Desde el punto de vista de la cultura occidental, destacó la Escuela Cartográfica Mallorquina, que determinó el desarrollo del conocimiento geográfico medieval y, posteriormente, influyó en el proceso de expansión europea en África y América, proceso en el cual fueron miembros destacados Cresques Abraham, autor del Atlas Catalán; su hijo Jafuda Cresques, convertido al cristianismo con el nombre de Jaume Ribes, y Samuel Corcós, convertido con el nombre de Macià de Viladesters, y que fueron continuados por los conversos y sus descendientes a lo largo del siglo XV. 
En 1391, una revuelta campesina, dirigida inicialmente contra el poder político y los excesos fiscales pero seguramente influida por los asaltos generalizados a las juderías castellanas y aragonesas de ese mismo año, acabó con el asalto de los barrios judíos de Palma de Mallorca y de Inca. Muchos judíos fueron asesinados y expoliados, y finalmente una buena parte de ellos acabó exiliada o se convirtió. 
Después de un breve periodo de decadencia, en 1435 los que aún quedaban fueron obligados a convertirse al cristianismo, finalizando ese año la existencia oficial de judíos en la isla. De todos modos y como en otros lugares, un porcentaje importante de los judíos mallorquines practicaron el criptojudaísmo, esto es, continuaron practicando su religión pero simulando ser cristianos, y se articularon en la organización de la Cofradía de San Miguel o "de los conversos", posteriormente de Nuestra Señora de Gracia, como instrumento de cohesión interna, ayuda mutua y resolución de conflicto. En esta comunidad es donde se desarrollaría, a partir del siglo XVII, la cuestión chueta, que acabó en las condenas inquisitoriales y el posterior proceso de estigmatización de esta minoría, que se conserva aún en la actualidad.

## Comunidad judía actual
En la actualidad, la comunidad judía de Mallorca cuenta con unos 250 miembros[cita requerida] y una sinagoga.